# NGC 4992
NGC 4992 (другие обозначения — UGC 8232, MCG 2-34-1, ZWG 72.6, PGC 45593) — спиральная галактика (Sa) в созвездии Девы.
Галактика относится к ярким в рентгеновском диапазоне, но нормальным в оптическом диапазоне (XBONG), её излучение сильно подвержено поглощению пылью. В спектре не обнаружено эмиссионных линий, которые излучаются полиароматическими углеводородами.
Этот объект входит в число перечисленных в оригинальной редакции «Нового общего каталога».